# Karol Boromeusz (imię)
Karol Boromeusz – imię męskie dwuczęściowe. Pochodzi od imienia i nazwiska lub przydomka św. Karola Boromeusza, czyli Carlo Borromeo.
Karol Boromeusz imieniny obchodzi 4 listopada.

## Osoby o tym imieniu
- Karol Boromeusz Chądzyński – polski kupiec, polityk, poseł na Sejm II RP
- Karol Boromeusz Hoffman – polski pisarz polityczny, historyk i prawnik
- Karol Boromeusz Janowski – polski historyk i politolog, profesor i nauczyciel akademicki
- Karol Boromeusz Świerzawski – polski aktor teatralny